# Jean-Baptiste Lemoyne (Komponist)
Jean-Baptiste Lemoyne (Moyne) (* 3. April 1751 in Eymet; † 30. Dezember 1796 in Paris) war ein französischer Komponist.
Er wuchs bei seinem Onkel auf, der Kapellmeister in Périgueux war. 1770 ging er nach Berlin und studierte unter J.G. Graun, Kirnberger und J.A.P. Schulz. Nach einem Aufenthalt in Warschau, wo seine Oper Le bouguet de colette uraufgeführt wurde, ging er um 1780 nach Paris, um seine erste ernsthafte Oper Electre zu Aufführung zu bringen, die er Marie-Antoinette widmete. Gluck, dessen Ideen der Reformoper der Komponist nachahmen wollte, distanzierte sich von dem Werk, das nicht gut aufgenommen wurde. Lemoyne wandte sich daraufhin Niccolò Piccinni als Vorbild zu. Mit der Oper Phèdre nach der Vorlage Phèdre von Racine schuf er 1786 einen Kassenschlager.

## Stil
Obwohl es bei seiner Premiere durchfiel, ist Electre doch Lemoynes interessantestes Werk. Es nutzt kurze und freie Formen mit gutem Effekt und verwendet musikalisches Material in einer dem Leitmotiv ähnlichen Technik wieder. Sein Stil des Rezitativs ist zuweilen hochexpressiv, aber die Orchestrierung wirkt manchmal unbeholfen, und die grundsätzliche musikalische Kreativität erscheint fraglich, besonders bei nicht-deklamatorischen, lyrischen Stellen. Später wurde seine Technik ausgefeilter, jedoch weniger originell, und seine Opern erregten kaum noch Begeisterung.